# Waitsfield
Waitsfield es un pueblo ubicado en el condado de Washington en el estado estadounidense de Vermont. En el año 2010 tenía una población de 1,719 habitantes y una densidad poblacional de 24.6 personas por km².

## Geografía
Waitsfield se encuentra ubicado en las coordenadas 44°11′20″N 72°48′45″O / 44.18889, -72.81250.

## Demografía
Según la Oficina del Censo en 2000 los ingresos medios por hogar en la localidad eran de $45,577 y los ingresos medios por familia eran $54,868. Los hombres tenían unos ingresos medios de $31,827 frente a los $27,260 para las mujeres. La renta per cápita para la localidad era de $24,209. Alrededor del 5.9% de la población estaban por debajo del umbral de pobreza.